# Giuseppe Ciani
Giuseppe Ciani (Domegge, 3 novembre 1793 – Vittorio Veneto, 27 marzo 1867) è stato un presbitero e storico italiano.

## Biografia
Figlio di Giovanni (1766-1819) e di Cian Gasperina (1771-1846).
Formatosi a Udine, fu maestro a Domegge e a Pieve. Divenuto ispettore scolastico per il Cadore, passò più tardi a Padova e Venezia quale precettore, quindi fu in cura d'anime in diocesi di Ceneda e poi professore del seminario locale.
Nel 1841 fu creato canonico teologo della cattedrale di Ceneda.
Tra il 1856 e il 1862 redasse la sua opera principale, Storia del popolo cadorino, con incisioni del fratello Giorgio Ciani (1812-1877).